# خديجة أسد
خديجة أسد (1952 - 25 يناير 2023)، هي ممثلة مغربية، وهي زوجة الممثل عزيز سعد الله، أغنت الساحة الفنية المغربية بأعمال شهيرة تنوعت بين المسلسلات وتقديم البرامج والأفلام السينمائية. وشكلت مع زوجها عزيز سعد الله ثنائيا فنيا ظل راسخا في ذهن المشاهد المغربي. وتُعد سلسلة لالة فاطمة من أحسن و أشهر أعمالها، و كذا فيلم نامبر وان سنة 2009، إضافة إلى تقديمها برنامج لالة لعروسة الموسم الرابع سنة 2009 وكذلك سنة 2014. ودور البطولة رفقة زوجها عزيز سعد الله في مسلسل ماشي بحالهم سنة 2018.

## من أعمالها
- قيسارية أوفلا (2021 - مسلسل).
- ماشي بحالهم (2018 - مسلسل).
- دور بيها يا الشيباني (2013 - مسلسل).
- بنت بلادي (2009 - مسلسل).
- نامبر وان (2009 - فيلم).
- لالة فاطمة ج3 (2003 - مسلسل).
- لالة فاطمة ج2 (2002 - مسلسل).
- لالة فاطمة ج1 (2001 - مسلسل).

## وفاتها
توفيت يوم الأربعاء 25 يناير 2023، عن عمر ناهز 70 عاما بعد صراع طويل مع مرض السرطان.

## وصلات خارجية
- خديجة أسد على موقع IMDb (الإنجليزية)
- خديجة أسد على موقع قاعدة بيانات الأفلام العربية
- خديجة أسد على موقع ألو سيني (الفرنسية)
- خديجة أسد على موقع قاعدة بيانات الفيلم (الإنجليزية)